# Happy End (film, 1966)
Happy End är en tjeckisk komedifilm från 1966 regisserad av Oldřich Lipský.

## Skådespelare
- Vladimír Menšík – slaktare Bedřich Frydrych
- Jaroslava Obermaierová – Julie
- Josef Abrhám – Ptáček
- Bohuš Záhorský – svärfar
- Stella Zázvorková – svärmor
- Jaroslav Štercl – konstapel
- Helena Růžičková – brunett
- Josef Hlinomaz – kommissarie
- Martin Růžek – åklagare
- Jiří Steimar
- Bedřich Prokos – präst
- Mirko Musil – fångvaktare